# 富洲原町
富洲原町（とみすはらちょう）は、かつて三重県に存在した自治体である。朝明郡、のち三重郡所属。
現在の四日市市富洲原地区に相当する。朝明郡富田一色村・天ヶ須賀村・松原村を統合し、1字ずつをとって「富洲原」と称した。富田一色・天ヶ須賀・松原の3大字で構成された。大正時代に軽工業が発達して若い女性人口比率の多さが日本一の多い地方自治体であり、女性人口が多い地域であった。人口が急増して1万人を突破したため、1923年（大正12年）に町制を施行して三重郡富洲原町となるが、1941年（昭和16年）に四日市市に編入され消滅した。

## 歴史
- 1874年（明治7年） - 伊勢国朝明郡（あさけごおり）が旧三重県十二郡を十大区（区長を設置）四十七小区（戸長を設置）村に副戸長（用掛・担任といった）が設置され、区内の土地や人民に関する事務を行う。
- 1879年（明治12年） - 郡区町村編制法の施行により旧大小区が廃止され、三重郡・朝明郡を統治する郡役所が四日市におかれ、富田一色村役場は竜泉寺の庫裡に設置。
- 1884年（明治17年） - 天ヶ須賀村・高松村の2ヵ村から天ヶ須賀村・松原村・高松村・豊田村の4ヵ村が連合して戸長役場を設置[1]。
- 1889年（明治22年）4月1日 - 町村制の施行により、朝明郡富田一色村・松原村・天ヶ須賀村の区域をもって富洲原村が発足。
- 1893年（明治26年） - 一色学校と天ヶ須賀学校が合併、朝明郡富洲原村立富洲原尋常小学校（現在の四日市市立富洲原小学校）成立。
- 1896年（明治29年）4月1日 - 富洲原村の所属郡が三重郡に変更。
- 1900年（明治33年） - 富洲原村役場が飛鳥神社前の広小路大通り（広小路町自治会の現在の公会堂付近に木造平屋建ての富洲原村役場を建設した）に竜泉寺の庫裡より新築移転。
  - 1900年代の戸数は、富田一色区が845戸で最多。天ヶ須賀区が245戸で第2位。松原が60戸で少数の農村。合計戸数は1150戸。
- 1908年（明治41年） - 国鉄富田駅への近回りとなる富田一色の南寄りに平治郎橋を伊藤平治郎が私財で建設。
- 1916年（大正5年） - 東洋紡績富田工場が松原地区の塩役運河付近に設立。松原地区に松原宮町社宅・松原東洋町商店街・松原西元町商店街が建設。
- 1918年（大正7年） - 平田紡績株式会社が設立。
- 1923年（大正12年）1月1日 - 富洲原村が町制施行して富洲原町となる。
- 1926年（大正15年） - 町役場が富田一色の富洲原小学校東隣に移転。富洲原町役場は2階建てとなる。2階に1年間の経費が150円の図書館が設置[2]。富洲原町立実科高等女学校が富洲原尋常高等小学校の敷地内に設置。
- 1928年（昭和3年） - 伊勢電鉄富洲原駅が松原地区の平町に開設。
- 1929年（昭和4年） - 伊藤平治郎によって下水道と上水道が完成。
- 1932年（昭和7年） - 国道1号が開通。
- 1941年（昭和16年）2月11日 - 四日市市に編入。同日富洲原町廃止。同市富洲原地区となる[3]。最後の富洲原町長は安達松治郎であった。

### 四日市市との合併
昭和10年代に三重郡富洲原町・富田町・大矢知村の3カ町村が合併する「朝明市」構想ができる。富田町と富洲原町の主導権争いから合併が困難となり大四日市構想へ転換し、1941年（昭和16年）2月11日に日永村・羽津村・常盤村・富田町と共に四日市市へ合併した。
富洲原町が四日市市に合併した際に旧富洲原町の合併条件である富洲原地区選出の議員数は3人で、以下の3名が地区別で割り当てられた四日市市議会議員となった。
1. 平田佐矩（富田一色出身の平田紡績社長と富洲原町議会議員から昭和16年から昭和22年まで四日市市議会議員に就任した。戦後助役となり、昭和34年から四日市市長となる）。
2. 片岡恒一（富田一色出身の三重県議会議員と帝国議会の衆議院議員から昭和17年から昭和22年に四日市市議会議員となる）。
3. 早川政蔵（天ヶ須賀出身の富洲原町議会議員から昭和16年から昭和30年まで四日市市議会議員となる）。

### 富洲原町長
三重郡富洲原村長は、以下の政治家が務めた。
1. 佐藤正治郎 - 1889年（明治22年）6月14日〜1893年（明治26年）10月27日
2. 伊藤幾太郎 - 1893年（明治26年）10月31日〜1897年（明治30年）11月7日
3. 伊藤甚太郎 - 1897年（明治30年）11月8日〜1908年（明治41年）9月22日
4. 渡邊喜代吉 - 1908年（明治41年）12月28日〜1912年（大正元年）10月5日
5. 加藤正家 - 1912年（大正元年）12月28日〜1923年（大正12年）1月28日

三重郡富洲原町長は、以下の政治家が務めた。
1. 今村真橘 - 1923年（大正12年）3月2日〜1930年（昭和5年）4月30日
2. 安達松治郎 - 1931年（昭和6年）1月19日〜1941年（昭和16年）2月11日[4]

### 富洲原の政治家
- 1916年（大正5年）に三重紡績富田工場を建設した。後に東洋紡績富田工場となった大工場で大地主で有力者の2代目平田佐次郎を説得して紡績工場を誘致した。2代目平田佐次郎と共に伊藤平治郎が紡績産業都市の三重郡富洲原町の建設をリードした。東洋紡績富田工場と平田紡績富洲原工場の2大紡績会社による工業化政策をとった。
- 伊藤平治郎と水産功労者の生川平三郎と2代目の平田佐次郎の3人を中心とする三重郡富洲原町の町政が行われた。
- 伊藤平治郎は富田一色地区及び松原地区の担当として、東洋紡績富田工場の誘致による松原地区の工業化政策と商業化政策を行った。
- 2代目平田佐次郎は富田一色地区と天ヶ須賀地区を担当して平田紡績による製網業の工業化政策で富田一色地区と天ヶ須賀地区の橋渡しとなった。
- 生川平三郎は富田一色区長として水産業を中心とする富田一色地区の担当と、隣の三重郡富田町と富洲原町との政治経済関係を担当した。
- 富洲原町長より伊藤平治郎や生川平三郎などの富洲原町会議員の権限と大地主の平田紡績家の力が強かった。富洲原町長の安達松治郎は形式のみの名誉職であり、富洲原町政の実権を握っていたのは富洲原町会議員と各自治会長と平田家であった。富洲原町は三重県で最初の近代化や工業化に成功した地域となった。三重郡富洲原町は大正時代に東洋紡績富田工場と平田紡績の建設で三重県で最初に工業化を達成した。次いで東洋紡績（東洋紡績楠工場）と東亜紡織（東亜紡織楠工場）の建設で三重郡楠町が昭和時代初期に工業化を達成した。

## 行政

### 構成
1. 大字富田一色
2. 大字天ヶ須賀
3. 大字松原

#### 大字富田一色（富田一色区）の組織
- 生川平三郎富田一色区長→
- →17町〜19町の自治会（富洲原港の改修工事で埋め立てられて完成した旭町と飛び地の甚五兵衛町含む場合は19町。旭町自治会（昭和初期に新設された）・港町自治会・北町自治会・七軒町自治会・本町自治会・中町自治会・広小路町自治会・寺町自治会・新町自治会・南町自治会・堺町自治会・八軒町自治会 ・蛭子町自治会・大黒町自治会・布袋町自治会・弁天町自治会・江戸町自治会・豊富町自治会・甚五兵衛町自治会（飛び地））の自治会→
- →町総代→
- →組長→
- →各組が10数戸で構成される。

#### 大字天ヶ須賀（天ヶ須賀区）の組織
- 天ヶ須賀区長→
- →10町〜11町の自治会（昭和初期に新設された住吉町を含む場合は11町。住吉町自治会（昭和初期に風俗街として新設された）・港町自治会・南町自治会・本町自治会 ・寺町自治会 ・中町自治会 ・江戸町自治会 ・岩戸町自治会 ・常盤町自治会 ・北町自治会 ・島崎町自治会）の自治会→
- →町総代→
- →組長→
- →各組が10数戸で構成される。

#### 大字松原（松原区）の組織
- 松原区長→
- →9町の自治会（元町自治会・西町自治会・東洋町自治会・緑町自治会・千歳町自治会・東洋紡績富田工場社宅宮町自治会・本町自治会（本松町自治会）・平町自治会（新設）・大字松原町自治会（茶の水町自治会（茶ノ水町自治会）・錦町自治会・新栄町自治会・八風町自治会・松武町自治会・松ヶ枝町自治会に分裂）の大字松原地域）の9つの自治会→
- →町総代→
- →組長→
- →各組が10数戸で構成で構成される。

### 役職財政
1. 役場吏員 12名で構成された。
2. 水道課員 2名で構成された。
3. 公益質屋吏員 1名で構成された。
4. 区長 富田一色区・天ヶ須賀区・松原区に各1名の合計3名で構成された。
5. 都市計画委員 富田一色区・天ヶ須賀区・松原区に各1名の合計3名で構成された。
6. 町議会議員 二代目平田佐次郎・平田佐矩・伊藤平治郎・生川平三郎・早川政蔵など24名で構成された。
7. 学務委員 4名で構成された。（大字富田一色に2名・大字天ヶ須賀に1名・大字松原に1名の合計4名で構成された。）
8. 社会教育委員 12名で構成された。
9. 方面委員 5名で構成された。（大字富田一色に1名・天ヶ須賀に1名・住吉町に1名・富洲原商店街に1名・松原本村地域に1名の合計5名で構成された。）
10. 納税奨励委員 4名で構成された。（大字富田一色に2名・大字天ヶ須賀に1名・大字松原に1名の合計4名で構成された。）
11. 産業統計委員 合計8名で構成された[5]。

### 財政
明治38年度の予算票
- 教育費（69％）
- 役場費（28％）

昭和12年度の町費
- 歳入（212409円）
- 歳出
  - 経常費（85232円）
  - 臨時費（127177円）
  - 水道費 （2976円）
  - 公益質屋（30766円）
  - 富洲原港湾埋め立て拡張工事費（523800円）

### 消防団・自警団
1907年（明治40年度）に消防団が富田一色と天ヵ須賀に組織された。各組に小頭2名と消防手33名を有した。その後1917年（大正6年度）に松原消防団を編入して、各地区単位総勢107人からなる富洲原消防団が結成された。3地区と学校には手動ポンプが配置されて、1923年（大正12年度）には3地区にガソリンで動くポンプが増設された。
1922年（大正11年度）には、在郷軍人会・青年団員・消防組員による自警団が組織された。

### 上下水道
下水道
大正時代に東洋紡績富田工場が大字松原小字塩役に立地して人口急増した三重郡富洲原町では、特に富田一色地区では従来の不完全な排水設備では衛生問題があった。下水道の実態調査を1918年（大正7年度）に実施して、富洲原町議会の可決が1921年（大正11年）6月にあり、1929年（昭和4年）3月31日に完成した。富田一色地内の面積55000坪が対象地域で人口6000人が対象者であった。
上水道
富田一色は井戸水が得にくく、漁業従事者が多かった事で海水や汚水が住民の目に入りトラホーム患者が多かった。トラホームの治療やトラホームの予防対策として上水道網の設置が要望された。1924年（大正13年）に、当時皇太子だった昭和天皇の成婚記念事業として二代目平田佐次郎・伊藤平治郎からの私財を寄付した財政援助で富洲原町議会で上水道網の設置議案を決議した。西側にある隣村の三重郡大矢知村の地下水を水源地として、総工費として245000円をかけて、1929年4月30日に上水道が完成した。

## 経済
金融機関
- 愛知銀行富田一色支店（松原地区西元町商店街）
- 百五銀行富洲原出張所（松原地区西元町商店街）

市場
- 魚市場が3か所。
- 古物市場が3か所。

商業機関
- 富洲原商工会（富洲原町の商工会）
- 西栄会（東洋町商店街・西元町商店街の発展会）
- 北勢浴布工業組合（繊維組合）
- 富洲原麺業組合（麺業組合）

工業
- 東洋紡績富田工場 - 従業員3652名、生産製品は綿糸・綿布・紡績
- 平田紡績天ヶ須賀製網工場 - 従業員2544名、生産製品は製網・綿糸・綿布
- 三重織布工場 - 従業員211名、生産製品はタオル・別珍製織
- 富一水産 - 従業員8名、生産製品は魚・市場
- 寺本浴布 - 従業員34名、生産製品はタオル製織
- 日本水産 - 従業員8名、生産製品は製氷・冷蔵庫
- 平田浴布 - 従業員30名、生産製品はタオル製織
- 森撚糸 - 従業員39名、生産製品は撚糸[10]

生産額
1. 綿糸は2705150円。
2. 漁網は1500000円。
3. タオルは619600円。
4. 漁獲物は241200円。
5. 酒は98600円。
6. 米は60110円。
7. 麦は7000円。
8. 繭は6826円。
9. 素麵は5600円。
10. 富田の焼き蛤の時雨蛤は4860円[11]。

水産加工業
1. 鰹節
2. 鰯
3. ひしこの煮干し
4. 干しエビ
5. しぐれ蛤
6. 海産肥料[12]

漁業
- 近海漁業（打瀬網・揚繰網・蝦曳網・細口網・白魚網・富田の焼き蛤の採集・鳥貝・赤貝採り）

## 公共施設

### 富洲原公益質屋
1927年（昭和2年）に政府によって貧困対策者を対象に生活保護に類似する機能として公益質屋法が制定された。戦前の社会保障制度であり低所得者のために民営の質屋より安い利子で生活資金と生業資金を融通して庶民の福利増進を図る事となり、公営の質屋の出現となった。富洲原町が貧困対策として生活困窮者とために1929年（昭和4年）5月、社会銀行の低利子資金14000円を借り受けて、8月より富洲原町営の公益質屋が、富田一色南町西端に木造小屋造りで一部二階建てを公益質屋の店舗として設立された。富洲原町が四日市市に合併した後は四日市市営公益質屋となり、2名の四日市市職員が執務していたが、高度経済成長期の高所得化で貧困者が激減する時代の移り変わりで廃止された。昭和50年代に公益質屋の建物は富田一色の青少年センターとして保存された。

### 富洲原洗眼所
三重郡富洲原町の伊藤平治郎などの政治家による上水道網と下水道網の設置の理由になった疫病のトラホームは、富田一色を中心に天ヶ須賀地区も加える漁師町では潮水を盛んに沿岸地域に使用する関係からトラホームが発生しても完全に治療するのが困難で長期間にかけて富洲原地区内で流行していた。富洲原町はトラホーム対策として1933年（昭和8年）にトラホーム患者のために洗眼所を設置して、毎日洗眼方法による治療が可能となった。四日市市合併後も洗眼所及び洗眼治療も引き継がれている。昭和21年度より四日市市富州原町（松原西元町商店街）に開所されて、寺本家の女性が洗眼の従事をしていた。四日市市衛生課の調査によると、洗眼料金及び昭和時代の利用状況は以下である。昭和50年代の利用者は大部分が70歳以上の高齢者で、トラホーム治療の洗眼を目的とする人は戦後期の半数以下で、普通の目の病気を治療する洗眼が急増している。利用者は固定客が多く、年齢も似通った老人が多いため、お互い知り合いの顔なじみで気心が通じ合っており、世間話をして暇つぶしをする。家庭の事情や悩み事などの相談をして互いに慰め合っていた。洗眼係の女性が良き聞き役となり地区民の相談相手となっていた。老人によって、庶民的なささやかな憩いの場として、小規模の老人ホームのような存在となっていた。
洗眼料金は以下の推移である。
- 昭和23年度 1円
- 昭和24年度 2円
- 昭和28年度 2円50銭
- 昭和29年度 3円
- 昭和33年度 5円

利用者数は昭和49年度19,527人、昭和50年度20,660人で、1か月利用平均1,720人、1日平均70人。

### 富洲原霊園
元々富洲原地区（富田一色村・天ヶ須賀村・松原村）の墓地施設や火葬場など死人を供養する宗教施設は松原村・富田一色村・天ヶ須賀村の各村に設置されていた。さらに江戸時代以前にさかのぼれば小集落毎に設置されていたと推定されるが、各小字毎に墓地・火葬場が設置されていた記録は見当たらない。近代になり富洲原火葬場が設置されて、同じく墓地として三重郡富田町大字東富田の代官町地内に一部大字に残してまとめられた。1925年（大正14年）5月に東富田代官町地内（現在の前田医院があるところ）から四日市市平町24番地内に移転されて、四日市市役所富洲原出張所の所管となった。火葬場の右隣にある建物は通称位牌堂といって、日清戦争・日露戦争・満州事変・日華事変・太平洋戦争において戦死した戦死者（「英霊」）を遺族の希望によって慰霊して祀る所で昭和50年代に396柱を祀ってある。毎月15日には富洲原地区の各寺院の住職の奉仕活動により、富洲原地区の戦死者の遺族が集結して供養を続けており、毎年お盆の8月15日は富田一色地区代表・天ヶ須賀地区代表・松原地区代表と遺族が出席して盛大な供養と法要が行われている。

## 人口

### 人口内訳
戸数
- 2235戸。

人口
- 15448人。

本籍人口
- 10704人。

出寄留者
- 3383人。

入寄留者
- 8127人。

差引現住人口
- 15448人。

### 職業別戸数と人口
工業、商業、水産業、農業、交通業、公務員及び自由業、その他、無職業の8区分に分けて記述する。
人口の49.6%が工業に従事していた。

#### 工業人口
戸数
- 521戸。

男性人口
- 1656人。

女性人口
- 6060人。

合計
- 7716人。

#### 商業人口
戸数
- 789戸。

男性人口
- 1387人。

女性人口
- 1490人。

合計
- 2877人。

#### 水産業人口
戸数
- 347戸。

男性人口
- 679人。

女性人口
- 678人。

合計
- 1357人。

#### 農業人口
戸数
- 149戸。

男性人口
- 456人。

女性人口
- 452人。

合計
- 908人。

#### 交通業人口
戸数
- 78戸。

男性人口
- 366人。

女性人口
- 320人。

合計
- 686人。

#### 公務員及び自由業人口
戸数
- 75戸。

男性人口
- 415人。

女性人口
- 294人。

合計
- 709人。

#### その他人口
戸数
- 245戸。

男性人口
- 508人。

女性人口
- 602人。

合計
- 1110人。

#### 無職業人口
戸数
- 31戸。

男性人口
- 31人。

女性人口
- 54人。

合計
- 85人。

#### 合計
戸数
- 2235戸。

男性人口
- 5498人。

女性人口
- 9950人。

合計
- 15448人。

## 土地構成と地形

### 土地利用状況
田んぼ
- 647反828坪。

畑
- 197215坪。

宅地
- 139166坪。

雑地
- 55677坪[16]。

### 富洲原地区の地形
- 奈良時代には国道1号線から東側の地域は広大な伊勢湾がいたる砂浜であった。伊勢湾沿岸の葦が生えていた土地が朝明郡松原村の一部であった。松原村には聖武天皇由来の聖武天皇社が建立される発端となった聖武天皇と田村家の娘が出会った古い言い伝えがある。松原村で聖武天皇を出迎えた一族は松原姓から後に田村家となった。松原村の村民は田村家とその他の家がわずかに居住していただけだった。富田一色村と天ヶ須賀村は奈良時代には地政学的に陸地が形成されていなかった。古代期の奈良時代から中世期の室町時代までに木曽三川（揖斐川・長良川・木曽川）の土砂や朝明川の川下河口に流れてきた砂が海の働きで伊勢湾沿岸地域に段々と積み重なって、陸地を形成した。富洲原は土砂がたまり陸地となった地域である。中世期から近世期にかけて伊勢湾周辺の富洲原地域に住民が住むようになり、家がたくさん集まって村ができた。富田一色龍泉寺の古い記録によると、1594年（文禄3年）には小さな集落の富田一色村が構成されていた。1796年（寛政3年）の地図では松原村の家の軒数が26軒。富田一色村の家の軒数が304軒。天ヶ須賀村の家の軒数が151軒であった。明治時代に富洲原となった3ヵ村の合計では481軒となっている。

### 標高
富田一色地区
- 豊富町自治会→1.4m〜1.5m
- 富田一色南條→1.6m
- 松ヶ浦海水浴場→1.5m
- 富田一色中條→1.9m
- 塩役運河沿い→1.5m
- 広小路大通り南側→2.1m〜2.2m
- 広小路大通り北側→1.4m〜1.6m
- 本町西側→2.4m
- 本町中側→2.0m
- 本町浜側→1．1m
- 旭町自治会→0.2m〜1.1m
- 富洲原港付近→1．5m
- 甚五兵衛町自治会（飛び地）→0．2m
- 四日市市立富洲原小学校の校地→0.6m

天ヶ須賀地区
- 平田紡績の工場敷地（新興住宅団地）→0.3m
- 住吉町赤線街（埋め立てられた住吉新地）→1．5m〜1．8m
- 島崎町自治会→0．2m
- 天ヶ須賀第1組の区域→1．0m〜1．4m
- 四日市市立富洲原中学校の校地→－0．4m
- 天ヶ須賀公園→－0．2m〜－0．4m
- 天ヶ須賀北町自治会→0．1m〜－0．6m
- 明願寺→1.2m
- 住吉神社付近→0．6m〜－0．9m
- 須賀浦海水浴場付近→2.5m
- 港町→2．1m

松原地区
- 西平町自治会→1．4m〜2.1m
- 西八風町自治会→2．1m〜2．5m
- 西松武町自治会→2．5m
- 松原野球場→2．2m
- 東松武町自治会→1．5m
- 東八風町自治会→1．2m〜2．1m
- サニーハイツマンション→1.0m
- 東洋紡績富田工場の宮町社宅→0．7m
- 松ヶ枝町自治会→1．1m
- 新栄町自治会と錦町自治会付近の松原町（松原第2組）→0．8m〜0．9m
- 四日市市冨州原町（東洋町商店街・緑町・千歳町・元町社宅付近）→0．6m〜0．7m
- 東洋紡績富田工場の敷地（イオンモール四日市北の敷地）→0．6m〜0.7m
- 西元町商店街→0．6m
- 塩役運河沿い→1．2m[17][18]